# بتروجت
بتروجت «المشروعات البترولية والاستشارات الفنية» أو (بالإنجليزية: Petrojet - The Petroleum Projects & Technical Consultations Co) هي إحدى شركات قطاع البترول المصري والتي تأسست عام 1975 كشركة مساهمة مصرية.
وتعد شركة بتروجت بما تملكه من الخبرة العملية و الموارد البشرية و المعدات، إحدى كبرى شركات المقاولات بالشرق الأوسط وأفريقيا حيث توسع نشاطها ليشمل تنفيذ المشروعات العملاقة في كل من السعودية وقطر وسلطنة عمان واليمن والأردن ولبنان والسودان وليبيا والجزائر والإمارات العربية المتحدة والكويت والعراق وموزمبيق وهذا ما جعلها تتقدم في التصنيف العالمي لأكبر 250 شركة مقاولات على مستوى العالم
 لمدة عشرة أعولم على التوالى.
في مصر، تحافظ الشركة على خطاها الثابتة في بناء قاعدة عريضة من الموارد والخبرات المتراكمة في مجالات إستراتيجية عديدة. وذلك من خلال اعتمادها على سياسة جديدة تتبنى تنفيذ رؤية قطاع البترول المصرى الهادفة الى تحقيق التنمية المستدامة للقطاع بشكل خاص وبما يتماشى مع رؤية الدولة المصرية لتحقيق التنمية المستدامة 2030 بصفه عامة.
تعمل الشركة وفقاً لإستراتيجية طموحة وأولوية تهدف الى المشاركة في تنفيذ المشروعات القومية لقطاع البترول المصرى وبالشكل الذى يساهم وبفاعلية في تنفيذ الرؤية والتوجه الخاص بوزارة البترول المصرية

## تاريخ الشركة
تم إنشاء بتروجت عام 1975 كإحدى شركات  قطاع البترول المصري المتخصصة في إنشاء مشروعات متكاملة كمقاول عام لأعمال التصميم والتوريد والتنفيذ للمشروعات الكبرى بقطاعات البترول والغاز والبتروكيماويات والطاقة والمشروعات الصناعية ومشروعات البنية الأساسية والمبانى بالشرق الأوسط وإفريقيا.
تقدم الشركة خدمات مقاولات متكاملة تغطي المشروعات البترولية والصناعية ومنها: إنشاء المحطات المتكاملة، مد خطوط الأنابيب، إنشاء مستودعات التخزين، ونشاط تصنيع وتركيب المنصات البحرية، ومنشآت المياة العميقة، ونشاط تغليف المواسير البرية والبحرية. كما توسعت الشركة في نشاطها لتساهم في مشروعات البنية التحتية والمنشآت المدنية، ومنها حفر الأنفاق، وإنشاء الموانىء والطرق والكباري، بالإضافة إلى محطات توليد الطاقة ومشروعات الطاقة المتجددة. كما تنفذ الشركة مشروعات شبكات المياه والصرف والمجمعات السكنية والإدارية والمستشفيات والقرى السياحية والنوادي
وتصنف بتروجت ضمن أكبر مقاولي الأعمال المتكاملة بالشرق الأوسط وشمال أفريقيا لإمتلاكها مقومات النجاح من حيث الموارد البشرية المتميزة فيعمل بها أكثر من 40000 مهندس وفني وعامل وموظف على أعلى مستوى من الكفاءة والخبرة بالإضافة إلى أن الشركة تمتلك مجموعة من تسهيلات الإنتاج التخصصية متمثلة في ورش تصنيع متخصصة مجهزة على أعلى المستويات العالمية لتصنيع مختلف أنواع المعدات الإستاتيكية مثل أبراج التقطير وأوعية الضغط ومرخصة بشهادات عالمية. وتمتلك الشركة عدد ٢ يارد متخصصة في تصنيع المنصات البحرية ومنشآت المياه العميقة بالإضافة لمصنعين متخصصين لتغليف مواسير خطوط الأنابيب بالبولي أيثيلين والخرسانة وورش تصنيع المنشآت الحديدية ومصنع الخرسانة سابقة الصب. كما تمتلك أسطول ضخم من المعدات الإنشائية الحديثة (أكثر من 11000 معدة).

## دور الشركة
تُعد شركة بتروجت الذراع التنفيذي والتصنيعي الرئيسي لوزارة البترول والثروة المعدنية في مصر، حيث تلعب دورًا محوريًا في تنفيذ المشروعات الاستراتيجية في قطاعات البترول والغاز والبنية التحتية والطاقة. تمتلك الشركة قدرات فنية وهندسية متقدمة، مما يمكنها من تنفيذ مشروعات معقدة وفقًا لأعلى معايير الجودة والسلامة.

## نشاط الشركة
تتنوع أنشطة بتروجت لتشمل:
- المشروعات البترولية: إنشاء وتطوير مصافي التكرير، خطوط الأنابيب، محطات الغاز، ومجمعات البتروكيماويات.
- البنية التحتية: تنفيذ مشروعات الطرق، الكباري، الأنفاق، ومحطات المترو.
- الصناعات الثقيلة: تصنيع المعدات الاستاتيكية، الأفران الحرارية، ومنشآت التصنيع البحري.
- الطاقة المتجددة: المشاركة في مشروعات الهيدروجين الأخضر ومحطات تحلية مياه البحر.

## إنشاءات هامة
قامت بتروجت بتنفيذ العديد من المشاريع منذ ان تم إنشائها في عام 1975 كمقاول عام بقطاعات البترول والغاز والبتروكيماويات والطاقة والمشروعات الصناعية ومشروعات البنيه الأساسيه والمبانى بالشرق الأوسط وأفريقيا.
- أول خط أنابيب بحري عام 1977 خط غرب العجمي قطر 30 بوصة و بطول 4 كم مجال أعمال بتروجت: تصميم وتنفيذ وتوريد وتركيب الخط
- أول خط أنابيب بري 1978 خط حلوان/ السويس قطر 10 بوصة و بطول 165 كم مجال أعمال بتروجت: تصميم وتنفيذ وتوريد وأعمال إختبارات
- أول منصة بحرية 1979 إنشاء 2 منصة بحرية برأس غارب مجال أعمال بتروجت/ تصنيع وتنفيذ
- أول مستودعات تخزين 1979 إنشاء 3 مستودعات كروية بوادي القمر بإجمالي سعة 3600 متر مكعب مجال أعمال بتروجت: تصميم وتنفيذ وتوريد وتركيب وأعمال بدء التشغيل
- أول محطة متكاملة 1980 محطة غاز أبو قير مجال أعمال بتروجت : إنشاء المحطة
- أول أعمال مدنية 1981 مجمع عمارات سكنية تابعة لشركة سوميد بالسويس مجال أعمال بتروجت : إنشاء
- أول مصنع تغليف مواسير 1984 أبو رديس بسيناء مجال أعمال بتروجت: تغليف خطوط أنابيب بحرية
- أول معدة إستاتيكية 1992 مجال أعمال بتروجت: تصنيع أوعية ضغط 6 وحدات 92 طن

## المشروعات البارزة

### داخل مصر
- محطة غاز مليحة 2: تنفيذ محطة غاز بالصحراء الغربية وخطوط الربط والتصدير.
- توسعات مصفاة ميدور: تطوير معمل تكرير ميدور بالإسكندرية.
- التكسير الهيدروجيني للمازوت بأسيوط: مشروع لتحسين جودة المازوت وتحويله إلى منتجات ذات قيمة أعلى.
- الخط الرابع لمترو أنفاق القاهرة: تنفيذ الجزء الغربي من المرحلة الأولى بالتعاون مع شركات مصرية أخرى.
- القطار الكهربائي LRT: تنفيذ محطات ومرافق القطار الكهربائي (السلام – العاشر من رمضان).
- محطة الضبعة النووية: المشاركة في إنشاء محطة الطاقة النووية بالضبعة.
- توسعات مجمع السويس لتصنيع البترول (سوبك): تنفيذ أعمال توسعة المجمع باستثمارات تتجاوز 1.8 مليار دولار، لتعزيز القدرات الإنتاجية وتلبية احتياجات السوق المحلي من المنتجات البترولية.[6]

### خارج مصر
- السعودية: تنفيذ مشروعات خطوط ومحطات الحرد الجنوبية، وحدة إزالة الكبريت (SRF)، ومشروعات لشركة أرامكو.
- السعودية: الإعداد لإقامة مركز تصنيع في مدينة الملك سلمان للطاقة بالتعاون مع أرامكو السعودية.
- الأردن: إنشاء خط غاز شمال الأردن بطول 28 كم.
- سلطنة عمان: تنفيذ نظام نقل المياه من صحار إلى محافظة الظاهرة بطول 217 كم.
- الإمارات: تطوير حقلي روميثا والشنايل، وتركيب شبكة الغاز بأبو ظبي.
- الجزائر: إنشاء مركز تصنيع مشترك مع سوناطراك لتصنيع المعدات الاستاتيكية، كأول مركز من نوعه في الجزائر.[7]
- أسواق جديدة: استهداف مشروعات في موزمبيق، أنجولا، الكونغو، وكرواتيا، ضمن خطة التوسع في الأسواق غير التقليدية.[8]

## أهداف الشركة
تماشيًا مع رؤية رئيس الشركة المهندس وليد لطفي حامد رئيس الشركة وفي ضوء سياسة وزارة البترول والثروة المعدنية المصرية تتمثل أهداف الشركة في تقديم أعلى مستوى من الخدمات المتكاملة والتنمية والاستثمار لقطاعات الطاقة والصناعة والبنية الأساسية في منطقة الشرق الأوسط وإفريقيا من خلال العمالة المؤهلة والتكنولوجيا الحديثة والإدارة المرنة، مع مراعاة الجودة والسلامة وحماية البيئة والأمن والكفاءة وقواعد السلوك المهني والأخلاقي لتحقيق النمو المستمر للشركة.
القيم الأساسية
- الإلتزام بمعايير الجودة والسلامة والصحة المهنية وحماية البيئة والأمن
- الأمانة والمصداقية والنزاهة وأخلاقيات العمل
- عائد عادل للجميع
- الإبتكار والتميز
- التطوير المستمر
- الإستدامة

## إنجازات الشركة
تمكنت شركة بتروجت من تحقيق العديد من الإنجازات المهمة في مجال تنفيذ المشروعات البترولية والاستراتيجية، مما رسّخ مكانتها كإحدى كبرى شركات المقاولات في مصر والشرق الأوسط.

### التوسعات والعقود الكبرى
- في يناير 2025، وقعت شركة بتروجت اتفاقية شراكة استراتيجية مع مجموعة القحطاني السعودية، وقعها عن الجانب المصري المهندس وليد لطفي رئيس شركة بتروجت، وعن الجانب السعودي السيد عبد الهادي طارق القحطاني رئيس شركة PWS.[10] وتهدف هذه الاتفاقية إلى تشكيل تحالف استراتيجي وتعاون تجاري في مجالات الهندسة والتوريد والبناء لمشروعات البترول والغاز والبتروكيماويات والبنية التحتية والصناعة في أنحاء الشرق الأوسط وأفريقيا.

- في يناير 2024، ناقش وزير البترول والثروة المعدنية رؤية شركة بتروجت للتوسع محليًا ودوليًا، مؤكدًا على أهمية دورها في تنفيذ المشروعات القومية ومواصلة التوسع في الأسواق الإقليمية والعالمية.[11]
- في أكتوبر 2021، حصل تحالف يضم شركتي إنبي وبتروجت على عقد ضخم بقيمة 1.24 مليار دولار لتنفيذ مشروعات كبرى في قطاع الطاقة.[12]

### التميز الفني والتصنيعي
- نفذت بتروجت تصنيع برج التقطير والمفاعل الخاص بمشروع تكرير البترول الجديد في السويس بالكامل بأيادٍ مصرية، ما يعكس قدراتها التصنيعية الذاتية.[13]
- ساهمت بتروجت في توطين التصنيع المحلي للمعدات والمهمات البترولية، ضمن استراتيجية وزارة البترول لتقليل الاعتماد على الواردات وتعزيز القيمة المضافة المحلية.[14]

### المشروعات القومية الكبرى
- تشاركت بتروجت في تنفيذ محطة الضبعة النووية من خلال عقد شراكة مع شركة "أتوم ستروي إكسبورت" الروسية، حيث تنفذ أعمالًا هندسية متقدمة في المشروع.[15]
- ساهمت في مشروع أضخم مستودع لتخزين المنتجات البترولية في العالم، ما مكّن مصر من دخول موسوعة غينيس للأرقام القياسية في عام 2021.[16]
- تم تكريم شركة بتروجت من قبل وزير البترول بعد دخولها موسوعة غينيس، تقديرًا لدورها في تنفيذ هذا المشروع الضخم.[17]

### إشادة القيادة الوزارية
- أكد وزير البترول المهندس كريم بدوي خلال زيارته لمصفاة ميدور على الدور الريادي لشركة بتروجت في تنفيذ المشروعات بأعلى معايير السلامة والجودة، ما يعكس الثقة الكبيرة في قدرات الشركة.[18]
- تكررت الاجتماعات بين قيادة وزارة البترول وإدارة شركة بتروجت لمتابعة خططها التوسعية ومناقشة سبل دعم أعمالها داخليًا وخارجيًا.[19]

- وأشاد المهندس كريم بدوي وزير البترول والثروة المعدنية بالدور المحوري الذي تلعبه شركة بتروجت في تنفيذ مشروعات الطاقة والبنية التحتية داخل مصر وخارجها.[20] وكشف عن جهود شركة بتروجت لتنفيذ المشروعات القومية للدولة المصرية، مؤكدا العمل على استثمار قدرات الشركة التي تمتلك 42 ألف عامل مؤهل وقدرات فنية وتكنولوجية وتصنيعية ضخمة لتعزيز مشاركتها في المشروعات القومية المستقبلية.
- وأشاد الدكتور مصطفى مدبولي رئيس مجلس الوزراء بقيام شركة بتروجت بإنشاء منصات بحرية في البحر الأدرياتيكي بالتعاون مع شركات يونانية وكرواتية.[21]

## شهادات الشركة
حصلت بتروجت على العديد من الشهادات وذلك لانها تلتزم في تنفيذ المشروعات بتطبيق أعلى وأدق معايير الجودة والسلامة والمحافظة على البيئة، ومن هذه الشهادات
- شهادة إدارة الجـودة 9001 ISO،
- شهادة إدارة نظم السلامة والصحة المهنية وشهادة نظم حماية البيئة 14001 طبقاً للنظم والمواصفات العالمية وشهادة الخدمة المجتمعية ISO 26000.
- شهـادةIso 45001 وشهادة ISO 50001 الخاصة بترشيد الطاقة وشهادة الجودة في إدارة الكفاءات وتنمية الأفراد ISO 10015,
- كما حصلت بتروجت على العديد من الشهادات الفنية التخصصية مثل: شهادة Monogram API، وشهادات ASME Stamps : U, U2, PP, S & R، والتي تخدم كافة مجالات وتخصصات العمل التي تغطيها الشركة، وهو ما يعطى ميزة تنافسية حقيقية للشركة بمشروعاتها داخل وخارج مصر.
- كما نجحت الشركة في الحصول على شهادة المكون النووي N-Stamp، والتي تتيح للشركة تنفيذ الأعمال الميكانيكية وتصنيع المعدات الخاصة بمحطات الطاقة النووية والتي تشمل NPT, NS, NA, N Stamps كأول شركة مصرية تنجح في الحصول على تلك الشهادة التخصصية الهامة بمنطقتي الشرق الأوسط وشمال أفريقيا.
- كما دخلت بتروجت موسوعة جينيس موسوعة للأرقام القياسية وذلك لمساهمتها في مشروع أضخم مستودع لتخزين المنتجات البترولية في العالم.[16] وتم تكريم شركة بتروجت من قبل وزير البترول بعد دخولها موسوعة جينيس للأرقام القياسية، تقديرًا لدورها في تنفيذ هذا المشروع الضخم.[17]

## التنمية البشرية والمسؤولية المجتمعية
تولي بتروجت اهتمامًا كبيرًا بتنمية الكوادر البشرية حيث نفذت أكثر من و 190 ألف ساعة تدريبية في مجال السلامة والصحة المهنية. كما قامت بتدريب 1200 طالب من طلبة الجامعات في كافة الإدارات وفي المشروعات الكبرى لاكتساب الخبرة اللازمة لسوق العمل كما حصلت على شهادة ISO 26000 في مجال المسؤولية المجتمعية، وتعاونت مع مؤسسات مثل مصر الخير وبهية في مشروعات تنموية وتوعوية.

## السلامة والجودة
حققت بتروجت أكثر من 803 مليون ساعة عمل آمنة
 منهم 184 مليون ساعة عمل آمنة خلال عام 2021. كما حصلت على شهادات واعتمادات دولية مثل ISO 14001 لنظام الإدارة البيئية وISO 45001 لنظام السلامة والصحة المهنية، لتصبح أول شركة في مجال المقاولات الكبرى في مصر تحصل على هذا الاعتماد العالمي.

## المساهمون
- الهيئة المصرية العامة للبترول : 97%
- إنبي - الهندسية للصناعات البترولية والكيماوية : 2 %
- صندوق الإسكان والخدمات الإجتماعية للعاملين بقطاع البترول : 1%

## مساهمات الشركة بقطاع البترول
- خدمات البترول البحرية : 80%
- إيبيك - العالمية لصناعة المواسير : 10%
- المصرية لإنتاج الإسترنكس : 15%
- غاز كول : 20%
- جاسكو - المصرية للغازات الطبيعية : 15%
- غازتك - المصرية الدولية لتكنولوجيا الغاز : 10%
- بترومنت - الإسكندرية للصيانة البترولية : 13.3%
- خليج سرت لمشروعات الغاز : 24.5%
- العالمية لتصنيع مهمات الحفر : 15%
- فجر المصرية للغاز الطبيعي : 8.3%
- المصرية لإنتاج ثنائي ميثيل الإيثر : 15%
- الوادي الجديد للعبوات : 30%
- روربمبن مصر
- تنمية للبترول

## رؤساء الشركة
- وليد لطفي (نوفمبر 2017 - حتى الآن).[25]
- صلاح إسماعيل (فبراير 2017 - نوفمبر 2017).[26]
- محمد شيمي (ديسمبر 2012 - يناير 2017).[27][28]
- محمد عبد الحافظ
- فخري عيد (فبراير 2010 - ).[29]
- هاني ضاحي ( - فبراير 2010).[29]
- خالد سامي.[30]
- حمدي الشايب (يناير 2002 - مارس 2002).[31][32]
- مصطفى شعراوي ( - يناير 2002).[32]
- كمال مصطفى.[33]
- كمال حافظ.
- مصطفي عبد المطلب
- الشناوي محمد.

## أعضاء مجلس الادارة
- وليد لطفى حامد رئيس مجلس الإدارة والعضو المنتدب. [34]
- صلاح الدين عبد الكريم رئيس مجلس الإدارة والعضو المنتدب [34]
- خالد موافي رئيس مجلس الإدارة والعضو المنتدب [34]
- سعيد عبدالمنعم عبدالمجيد يوسف رئيس مجلس الإدارة والعضو المنتدب [34]
- نبيل عبد الصادق رئيس مجلس إدارة [34]
- اشرف بهاء رئيس مجلس الإدارة [34]
- المعتز بالله السعيد ابو سيف مساعد رئيس الشركة للشئون المالية [34]
- احمد محمد الخليفه احمد نائب الرئيس التنفيذى للتخطيط والمشروعات [34]